# Yunis Safarov
Pour les articles homonymes, voir Safarov.
Yunis Safarov (en azéri : Yunus Səfərov) est un dissident et militant islamiste chiite membre du Mouvement de résistance islamique d'Azerbaïdjan ou Hüseynçilar de nationalités russo-azerbaidjanaise connu pour avoir tenté d'assassiner Elmar Valiyev, le chef de l'autorité exécutive de la ville de Gandja.

## Biographie
Yunis Safarov est né de parents azerbaïdjanais. Son père est un homme d'affaires basé en Russie. Sa grand-mère paternelle était d'origine arménienne.
Il s'est rendu en Iran vers 2016 et vivait dans la ville de Qom pendant huit mois, et aurait suivi une formation militaire en Syrie, où il a intégrer les rangs du Mouvement de résistance islamique d'Azerbaïdjan.
Pendant la Guerre civile syrienne, il aurait combattu aux côtés des forces iraniennes et du régime de Bachar al-Assad avec plusieurs membres du Mouvement de résistance islamique d'Azerbaïdjan contre les forces du groupe terroriste djihadiste salafiste Daech.
Safarov aurait participé à la bataille de Palmyre en 2017 contre les forces de l'EEIL.
Il obtient la nationalité russe en 2017.
En 2018, il tire sur le chef de l'autorité exécutive de Ganja et est condamné. La motivation de Safarov serait la « lutte contre l'oppression » et le « harcèlement de la population locale ». Il a été condamné à la réclusion à perpétuité. Selon l'acte d'accusation, Yunis Safarov et 11 autres personnes ont été inculpés de 30 chefs d'accusation, dont tentative de meurtre, terrorisme et possession illégale d'armes.
Certains journaux azerbaïdjanais ont accusé l'Iran et l'Arménie d'avoir préparé l'attaque.
Safarov est devenu une icône d'une partie de l'opposition azerbaïdjanaise au régime d'Ilham Aliyev.